# Горячие денёчки
«Горячие денёчки» — советский полнометражный чёрно-белый художественный фильм-кинокомедия, производства Ленинградской ордена Ленина кино-фабрики «Ленфильм». Снят в 1935 году режиссёрами Александром Зархи и Иосифом Хейфицем, работа 1-й комсомольской бригады.
Премьера фильма в СССР состоялась 1 мая 1935 года.

## Сюжет
В провинциальный городок для проведения учений прибывают танковые части Красной Армии. Командир танка Михаил Белоконь (Николай Симонов) снимает комнату у родителей студентки сельхозтехникума Тони Жуковой (Татьяна Окуневская). Между молодыми людьми возникает романтическая привязанность. Однако каждый из них считает, что зарождающиеся чувства могут помешать более важному, на их взгляд, делу в жизни: для Тони — учёбе в техникуме, для Михаила — подготовке боевых машин и красноармейцев к предстоящим манёврам. Тем не менее, герои минуют полосу непонимания и объясняются друг другу в любви.

Герои «военной» комедии Хейфица и Зархи «Горячие денёчки» <…> при первом знакомстве кажутся очень далёкими от социалистических образцов. Боевой командир находится в мучительном раздумье, бросить ли ему любимую девушку или позорно провалиться на бронетанковом учении. А любимая девушка, так та и вовсе кажется «мещанкой», она готова бросить всё и сама броситься в воду от неудачной, неразделённой любви.— Адриан Пиотровский «Театр. Кино. Жизнь.»

## В ролях
- Николай Симонов — Михаил Трофимович Белоконь, командир танка БТ-2
- Танкисты:
Александр Мельников, Матвей Павликов
- Татьяна Окуневская — Тоня Жукова, ученица совхозных курсов
- Янина Жеймо — Кика — её подруга
- Николай Черкасов — Колька Лошак, последний ученик
- Алексей Грибов — Горбунов, командир танкового батальона
- Владимир Сладкопевцев — Терентий Жуков (в титрах не указан)

## Съёмочная группа
- Авторы сценария и режиссеры — Александра Зархи, Иосифа Хейфица
- Композитор — Валерий Желобинский
- Песню композитора Валерия Желобинского «На твоём пути» на стихи поэта Александра Прокофьева исполняет актриса Татьяна Окуневская.

## Отзывы и критика
Многие киноведческие источники отмечают, в первую очередь, высокое для своего времени техническое исполнение фильма: комбинированные съёмки, качество звука и используемой кинооператором оптики. При обсуждении творческой стороны картины историки кино прямо указывают, что лирическая комедия — жанр, «абсолютно противопоказанный „ленфильмовским“ интеллектуалам (Зархи и Хейфицу)». Сюжетная лёгкость во многом объясняется тем, что режиссёры искали отдыха после высокого трагического накала их предыдущего фильма — «Моя Родина» (лента была запрещена к прокату в СССР). «Взлёт и падение „Моей Родины“ не могли не отразиться на нашем состоянии» — вспоминает Иосиф Хейфиц.
Из творческих удач выделяется небольшая, но яркая комическая роль Кольки Лошака в исполнении Николая Черкасова.